# Ptychostomella orientalis
Ptychostomella orientalis is een buikharige uit de familie Thaumastodermatidae. Het dier komt uit het geslacht Ptychostomella. Ptychostomella orientalis werd in 2003 voor het eerst wetenschappelijk beschreven door Lee & Chang. 